# Sophie Grandval
 (janvier 2022).
Si vous disposez d'ouvrages ou d'articles de référence ou si vous connaissez des sites web de qualité traitant du thème abordé ici, merci de compléter l'article en donnant les références utiles à sa vérifiabilité et en les liant à la section « Notes et références ».
Sophie Grandval, née en 1936 à Paris, est une artiste peintre française, qui pratique l'aquarelle et la gravure.

## Biographie
Sophie Grandval (Monique Miniot de son nom de naissance) passe son enfance à Paris. En 1954, sur les conseils de son amie Brigitte Coudrain, elle prend des cours de gravure auprès de Johnny Friedlaender. « Puis elle découvre la sérigraphie et réalise des carrés de soie. Un jour, avec ses créations, elle ose frapper à la porte de Givenchy qui, enthousiasmé, la recommande à Balenciaga. Suivront des collections pour Balmain, Dessès, Dior. Elle a vingt ans. » Ses créations textiles font l’objet d’une exposition personnelle à la Galerie des Beaux-Arts en 1958.
C'est à cette époque qu'elle épouse Gérard Grandval, alors étudiant en architecture et futur prix de Rome, et qu'elle se met à la peinture à l'huile. La galerie Lucien Durand lui consacre une exposition en 1960 .
Parallèlement, elle mène une carrière d’iIlustratrice pour le magazine Elle ainsi que pour Harper's Bazaar, Vogue, The Sunday Times.
Elle est influencée par la pensée de Georges Gurdjieff, dont elle recueille les enseignements auprès de Véra Daumal, veuve du poète René Daumal, de Russell Page et du pratiquant soufi Idries Shah. Après son divorce, elle partage sa vie entre l’Angleterre et Paris, où elle expose à nouveau à la galerie Delpire, en 1970.
Après avoir séjourné deux années au Maroc, elle regagne Paris, puis Londres. En 1983, elle se retire en Auvergne, où elle se marie avec le peintre britannique Mike Justice, dont elle est aujourd'hui séparée. Vivant dans une maison isolée au milieu des bois, Sophie Grandval continue à peindre, immergée dans la nature sauvage qui est sa source d'inspiration.

## Œuvre
C'est en examinant une fleur au compte-fil, dans l'atelier de Johnny Friedlaender, que Sophie Grandval découvre ce qui deviendra l'univers de sa peinture. Fascinée par la structure et la beauté des fleurs, elle compose d'abord des toiles géométriques, évoquant les tapisseries orientales ou des damiers de fleurs. 
Lors d'un séjour dans les années 1960 dans la campagne anglaise, elle se met à peindre des fleurs dans leur environnement, intégrant dans ses tableaux des insectes, des papillons, des oiseaux. Parfois, un oiseau occupe la première place dans un décor de papillons, de fleurs et de feuilles. Ses toiles vont toujours au-delà du réel pour atteindre une dimension symbolique.

L'historienne de l'art japonaise Kazuko Koike souligne ainsi : 

« Ces tableaux qui tiennent du réalisme magique nous entraînent au-delà des appréciations de la beauté physique de la nature et nous amènent à nous concentrer sur l’essence intérieure de la vie. »

Pour Lucia Tongiorni Tomasi, professeure d'histoire de l'art aux universités de Sienne et d'Udine, 

« les aspects les plus intimes du monde naturel sont l’inspiration des peintures de Grandval. Les détails de la vaste tapisserie de la Nature, avec sa chaîne et sa trame de feuilles étoilées de fleurs lumineuses, de papillons fragiles et d'oiseaux aux couleurs vives, sont traduits par son imagination fantasque en œuvres d'une originalité saisissante. »

## Diffusion
La plupart des œuvres de Sophie Grandval se trouvent dans des collections privées, comme celles du britannique Oliver Hoare ou de l'américaine Rachel Lambert Mellon, qui lui commande des aquarelles inspirées par le potager du Roi à Versailles ; ces œuvres participent régulièrement à des expositions collectives. L'artiste est aussi  exposée à Londres, à la galerie Bernard Chauchet.
Longtemps méconnue en France, son œuvre suscite l'intérêt des institutions muséographiques. 

Ainsi, le Frac Aquitaine présente plusieurs de ses toiles, en 2019-2020, à Bordeaux, à l'occasion de l'exposition collective « Narcisse ou la floraison des mondes ». 

« L'artiste ne fait que signaler d'autres qui, de Séraphine de Senlis à Sophie Grandval aujourd'hui, ont résisté aux tendances artistiques lourdes pour emprunter des voies escarpées et marginales. »

En 2021, le Frac Aquitaine fait l'acquisition  d'une huile sur toile intitulée Les Pissenlits.

## Expositions (sélection)

### Expositions personnelles
- 1958 : Galerie des Beaux-Arts, Paris
- 1961 : Galerie Lucien Durand, Paris
- 1970 : Galerie Delpire, Paris
- 2006 : Galerie Bernard Chauchet, Londres

### Expositions collectives
- 1986 : « Sophie Grandval - Mike Justice », mairie de Saint-Amant-Roche-Savine
- 2012 : « Every Object Tells A Story », Oliver Hoare's collection, Jean-Claude Ciancimino's gallery, Londres
- 2016-2017 : « Redouté to Warhol : Bunny Mellon's Botanical Art », New York Botanical Garden[8]
- 2017 : « Every Object Tells A Story », Oliver Hoare's collection, John Lavery's Studio, Cromwell Place, Londres[9].
- 2018 : « Tout passe à travers », mairie de Saint-Amant-Roche-Savine
- 2019-2020 : « Narcisse ou la floraison des mondes », Frac Aquitaine, Bordeaux
- 2025 : « Le temps du printemps », centre d'art contemporain de Meymac[10]